# De gouden bal
De gouden bal is een volksverhaal uit Turkije.

## Het verhaal
Er was een koopman met drie dochters, hij vraagt wat ze als cadeau willen ontvangen als hij terugkeert uit Egypte. De oudstee dochter wil graag gouden badslippers, de middelste vraagt een gouden badkom. De jongste dochter vraagt haar meester, de lala, om raad en hoort dat ze een gouden bal moet vragen. Als vader dit vergeet, zal het voor hem donker worden en achter hem licht. De vader vergeet het cadeau voor zijn jongste dochter en ziet dat de voorkant van zijn schip zwart is geworden. De man herinnert zijn belofte en koopt een gouden bal, de mist verdwijnt voor het schip en de koopman gaat naar huis. Hij geeft de cadeaus en de oudste meisjes zijn jaloers als ze de gouden bal zien. Ze besluiten het meisje te vermoorden en gaan de volgende dag met haar wandelen. Ze duwen het jongste zusje in een waterput en vertellen dat ze is weggelopen en door een wolf aan stukken is gescheurd.
De vader huilt als hij het nieuws hoort. Een karavaan komt langs de waterput en ze gooien een kalebas naar beneden. Ze merken dat er geen water is, maar de kalebas is toch zwaar. Ze spelen op de kalebas en horen dat ze verdwenen is door een gouden bal. Ze gaan naar een koffiehuis in de stad en iedereen is verbaasd door de kalebas. De lala van het meisje hoort de stem en loopt naar de kameeldrijver, hij speelt en hoort de stem opnieuw. De koopman hoort ook het lied en laat zijn oudste dochters halen, zij moeten ook spelen en bekennen schuld. Voor honderd lira krijgt de koopman de kalebas en gooit deze stuk. Het meisje komt tevoorschijn en ze vertelt hoe ze in de kalebas terecht is gekomen. De oudste meisjes kunnen kiezen uit veertig messen of veertig blessen en ze worden vastgebonden aan de staarten van de paarden. Op elke bergtop blijft een stuk van de valse meisjes liggen en de koopman en zijn jongste dochter leven nog lang en gelukkig.